# Varennes, Yonne
Varennes là một xã của Pháp,tọa lạc ở tỉnh Yonne trong vùng Bourgogne-Franche-Comté.

## Hành chính
| Danh sách các thị trưởng               |              |     |      |         |
| Giai đoạn                              | Giai đoạn    | Tên | Đảng | Tư cách |
|                                        | tháng 3 2001 |     |      |         |
| Tất cả các dữ liệu trước đây không rõ. |              |     |      |         |

## Thông tin nhân khẩu
| 1962                                                 | 1968 | 1975 | 1982 | 1990 | 1999 |
| ---------------------------------------------------- | ---- | ---- | ---- | ---- | ---- |
| 298                                                  | 302  | 268  | 216  | 212  | 277  |
| Số liệu lấy từ năm 1962: Dân số không tính hai trùng |      |      |      |      |      |